# Cratere Raphael
Raphael  è un cratere sulla superficie di Mercurio.